# Février 1940
Les événements concernant la Seconde Guerre mondiale sont détaillés dans l'article Février 1940 (Seconde Guerre mondiale).

## Événements
- Indes orientales néerlandaises : sous l’impulsion du GAPI, le Volksraad demande la création d’un gouvernement autonome indonésien. En mai, les Pays-Bas sont envahis. Le gouvernement néerlandais de Londres déclare qu’on ne saurait envisager de réformes avant la fin de la guerre (23 août), ce qui est confirmé par le discours de la reine Wilhelmine du 10 mai 1941.

- 5 février : réunion à Paris du Conseil Suprême franco-britannique avec la participation de Winston Churchill.

- 8 février : à Łódź, ouverture du premier ghetto sur les territoires polonais occupés par les Allemands.

- 10 février : début de la première phase de déportation des populations polonaises des territoires annexés par l’URSS : 220 000 personnes seront déportées vers le nord de la Russie européenne.

- 11 février :
  - Sous la pression des Soviétiques, les troupes finlandaises reculent dans la région de Summa.
  - La Finlande repousse une offre de paix soviétique en échange de la Carélie.

- 12 février :
  - L'Union soviétique et l'Allemagne signent un accord commercial pour contrer le blocus maritime franco-britannique.
  - Les Nazis commencent à déporter les Juifs allemands vers la Pologne.

- 16 février : incident de l'Altmark, qui servit de prétexte à Hitler pour envahir la Norvège.

- 20 février : le secrétaire général du parti communiste français Maurice Thorez est déchu de sa nationalité française sur un vote de la Chambre des députés.

- 22 février, Tibet : intronisation du nouveau dalaï-lama Tenzin Gyatso. Trop jeune, il ne peut empêcher que la politique intérieure soit de nouveau dominée par les querelles des régents.

- 23 février : les Alliés mettent en place le blocus de l’Atlantique Nord pour empêcher le convoyage par les Allemands de minerais scandinaves.

- 24 février :
  - mise au point du plan jaune (Fall Gelb) d’offensive sur le front de l’Ouest.
  - Premier vol de l'avion d'attaque au sol Hawker Typhoon.

- 26 février : arrivée en Angleterre du premier corps d’aviateurs canadiens (429 hommes).

- 27 février :
  - L'armée finlandaise se replie avant la seconde offensive soviétique dirigée par le général Timochenko.
  - Science : découverte du carbone 14.

- 28 février : le paquebot Queen Mary appareille pour sa première traversée de l'Atlantique.

## Naissances
- 1er février : Jean-Marie Périer, photographe français.
- 7 février :
  - Jean-Charles Descubes, évêque catholique français, archevêque de Rouen.
  - Tony Tan Keng Yam, 7e président de la république de Singapour.
- 8 février : Bohdan Paczyński, astronome polonais († 19 avril 2007).
- 9 février :
  - John Maxwell Coetzee, écrivain sud-africain.
  - Willem Vermandere, chanteur belge.
- 11 février : Rafael De Paula (Rafael Soto Moreno), matador espagnol.
- 12 février : Richard Lynch, acteur irlando-américain († 19 juin 2012).
- 13 février : André Dupuy, évêque catholique français, nonce apostolique au Bénin puis au Ghana (en) et Togo, au Venezuela (en), auprès de la Communauté européenne et à Monaco (en) et enfin aux Pays-Bas (en).
- 14 février : Jean Pattou, architecte et artiste français († 13 février 2023).
- 17 février : 
  - Marcel Campion, homme d'affaires français.
  - Vicente Fernández, chanteur mexicain († 12 décembre 2021).
- 19 février :
  - Saparmyrat Nyýazow, dictateur turkmène.
  - Smokey Robinson, musicien.
  - Rika Zaraï, chanteuse israélienne.
- 23 février : Peter Fonda, acteur et metteur en scène américain.
- 24 février :
  - Guy Périllat, skieur.
  - Jean-Marie Cavada, journaliste.
- 25 février : Hector MacKenzie, homme politique écossais.
- 27 février : Antoine Pfeiffer, Pasteur français († 25 février 2021).

## Décès
- 11 février :
  - John Buchan, Gouverneur général.
  - J.-H. Rosny aîné, écrivain d'origine belge (° 17 février 1856).
- 12 février: Vsevolod Meyerhold, metteur en scène russe.
- 28 février : Arnold Dolmetsch, musicien britannique né en France.
- 27 février : Peter Behrens, architecte, peintre, graveur, designer et typographe allemand (° 14 avril 1868).
- 29 février : Edward Frederic Benson, écrivain britannique.